# سامانه توپخانه‌ای صافات
صافات نام یک سامانه توپخانه‌ای است که توسط جمهوری اسلامی ایران ساخته شده‌است. این سامانه در آبان ۱۳۹۲ رونمایی شد.

## خصوصیات
فرزاد اسماعیلی فرمانده قرارگاه پدافند هوایی قرارگاه سازندگی خاتم‌الانبیاء ارتش جمهوری اسلامی ایران، در یک نشست خبری در ۲۳ آبان ۱۳۹۲ به رونمایی توپخانه ارتفاع صافات اشاره کرد و گفت:
هدایت آتش به سمت هدف، نقطه زنی با حجم بالای آتش و دقت بالا از ویژگی‌های سامانه توپخانه‌ای صافات است.
به گفته امیر فرزاد اسماعیلی این سامانه به هیچ وجه توسط دشمن کشف نمی‌شود. زیرا به شکل الکترونیک عمل می‌کند و یک سامانه غیر فعال است. اما به راحتی دشمن را کشف می‌کند. سامانه صافات بسیار متحرک است که در شرایط جوی  متفاوت هم آزمایش شده‌است.